# Sigismundo I da Polônia
Sigismundo I (em polonês: Zygmunt I Stary; em lituano: Žygimantas II Senasis; Kozienice, 1° de janeiro de 1467 – Cracóvia, 1° de abril de 1548), apelidado de "o Velho" na historiografia, para o diferenciar de seu filho e sucessor, Sigismundo II Augusto. Ele foi eleito Rei da Polônia, a partir de 8 de dezembro de 1506, e foi também Grão-Duque da Lituânia a partir de 13 de setembro de 1506, até sua morte em 1° de abril de 1548, aos 81 anos. Ele era filho do rei Casimiro IV e da rainha Isabel da Áustria.

## Biografia
Sigismundo I, o velho nasceu em 1 de janeiro de 1467, no Reino da Polônia, na cidade de Kozienice, foi o oitavo dos treze filhos, e o quinto dos seis filhos homens do rei Casimiro IV e da rainha Isabel da Áustria. Isabel e Casimiro se casaram em meados de 1454, e Isabel provavelmente engravidou de Sigismundo em março ou abril de 1466, quando tinha em torno de 30/31 anos. O nascimento de Sigismundo certamente foi uma alegria para sua família e todo o reino, pois no ano anterior, em 9 de maio de 1466, faleceu a irmã mais velha de Sigismundo, a sétima filha de Isabel e Casimiro IV, também chamada Isabel.  Seus avós paternos eram Vladislau II, o patriarca da Dinastia Jagelônica, e Sofia de Holszany. Pelo lado materno, era neto de Alberto, rei dos Romanos, e Isabel de Luxemburgo. Sigismundo viveu junto a sua família na polônia e na lituânia, não tendo uma educação tão exemplar quanto a dos seus irmãos mais velhos, pois as possibilidades de chegar a assumir o trono algum dia eram remotas.  Porém, havia uma grande rigidez na educação dos príncipes reais, e com Sigismundo não foi diferente. Eles iam dormir cedo, geralmente ás 20:00 da noite, e acordavam mais cedo ainda. E há relatos de que, quando os príncipes se aprontavam ou erravam, eles eram punidos com castigos físicos pelo tutor. 
Durante o reinado de seu pai, Casimiro IV, o Reino da Polônia e o Grão-Ducado da Lituânia viviam um estado de união pessoal. Ou seja, ele era governante de ambos os países. Mas Casimiro almejava expandir os domínios da sua dinastia, ainda mais por que ele teve treze filhos com sua esposa, e seis deles eram homens. Ou seja, a maioria deles não iriam ter terras para governar ou rendimentos futuramente. Assim, Casimiro pretendia colocar seus filhos em tronos dos países vizinhos. E seu objetivo era conquistar os tronos da Boêmia e da Hungria, historicamente ligadas á polônia. Em 27 de maio de 1471, quando o pequeno Sigismundo tinha apenas 4 anos, Casimiro conseguiu instalar seu filho mais velho, Vladislau II da Hungria, que na época, tinha apenas 15 anos, como Rei da Boêmia. Sucedendo assim, o falecido rei hussita, Jorge de Poděbrady. Mas com isto, Casimiro perdeu seu então provável herdeiro presuntivo, já que ele virou o rei da boêmia. E com sua ascensão ao trono boêmio, isto criava um ramo da dinastia jaguelônica na boêmia a partir de Vladislau. E então, seu segundo filho homem, Casimiro de Cracóvia, se tornou seu novo provável herdeiro presuntivo de Casimiro, mas ele veio a falecer em 1484, aos 25 Anos, devido a tuberculose. Sigismundo tinha 17 anos na época da morte de seu irmão.  E então, o provável sucessor de Casimiro IV se tornou João Alberto da Polônia. Mas vale ressaltar que, a sucessão de João, assim como a de Casimiro de Cracóvia antes dele, não era totalmente garantida (Por isso "herdeiros presuntivos", pois eram os mais velhos e futuros chefes da casa real), já que tanto a polônia quanto a lituânia já eram monárquias eletivas. E embora tais eleições se limitassem aos membros da dinastia jaguelônica, os nobres poderiam optar por um irmão mais novo de João Alberto. E em meados de 1490, se iniciou uma disputa entre os jaguelônicos e os habsburgos pelo trono da hungria, após a morte do Rei Matias I Corvino que não deixou herdeiros legítimos (Somente um filho bastardo, que também disputou o trono da hungria). E como os jaguelônicos tinham direito ao trono da hungria devido ao fato de Isabel ser descendente direta de Alberto II Habsburgo e de Sigismundo de Luxemburgo. Casimiro IV quis colocar um de seus filhos no trono húngaro, e ofereceu a candidatura de seu filho, João Alberto da Polônia. Mas além de rivalizar com os habsburgos pelo trono da hungria, o outro filho de Casimiro, Vladislau II da Boêmia, apresentou sua candidatura ao trono da hungria. E então, houve uma eleição dupla, onde João Alberto e Vladislau foram eleitos reis da hungria simultaneamente. A disputa deu início a uma guerra de sucessão na hungria entre 1490 a 1492. Entre os partidários e apoiadores de Vladislau e João Alberto. Mas no fim, quem venceu foi Vladislau, que se tornou novo rei da hungria. E com a vitória de Vladislau, a hungria e boêmia entraram em um estado de união pessoal. Enquanto João Alberto apenas recebeu o ducado de glogóvia, na silésia, como compensação. E em 7 de junho de 1492, o pai de Sigismundo, Casimiro IV Jagelão, acabou falecendo aos 64 anos de idade, provavelmente devido á pneumonia. Sigismundo tinha 25 anos quando seu pai morreu, e ele certamente ficou bem abalado pela morte de seu velho pai... Mas com a morte de Casimiro, João Alberto foi eleito seu sucessor na polônia. Porém, os nobres da lituânia separaram a lituânia da polônia, e elegeram o outro filho de Casimiro, Alexandre Jagelão da Polônia, como Grão-Duque da Lituânia, encerrando assim com a união pessoal entre polônia e lituânia temporariamente. E com a morte de Casimiro IV, dos seus 4 filhos ainda vivos (os irmãos de Sigismundo: João Alberto, Vladislau II, Alexandre e Frederico), apenas Sigismundo não tinha terras ou rendimentos, títulos reais ou eclesiásticos. Então, em meados de 1493, houve a tentativa de sua mãe, Isabel da áustria, de o colocar no trono austríaco, mas isso falhou. E entre 1495 e 1496, Sigismundo tentou duas vezes pedir terras ao seu irmão Alexandre, na lituânia, mas lhe foi negado. Mas apesar do fato de ser "pobre", Sigismundo era um jovem príncipe belo e forte. Na juventude, Sigismundo foi considerado um homem de "grande força, tanto que rasgou cordas e quebrou ferraduras". Foi assim que o cronista Marcin Bielski o descreveu. 
Durante o reinado de seu irmão, João I Alberto da Polônia, a polônia estava em guerra com o Império Otomano desde o reinado de seu pai, Casimiro. A chamada Guerra Polaco-Otomana (1485-1503.), que acontecia pela disputa de influência nós bálcãs e, acima de tudo, pelo Principado da Moldávia. A moldávia era vassalo da polônia, e durante a guerra lutou do lado da polônia, entretanto, após algum tempo em guerra a polônia e os otomanos estavam em um cessar-fogo temporário desde meados de 1491, mas a guerra retornaria em 1497, e a moldávia acabou traíndo a polônia e se aliou aos otomanos. João Alberto então liderou uma invasão a moldávia, e prometeu colocar Sigismundo como novo príncipe da moldávia após a vitória, para substituir Estêvão III. Porém, infelizmente para Sigismundo, essa invasão foi fracassada e João Alberto foi derrotado na Batalha da Floresta Cosmin, e a moldavia e o império otomano ganharam a guerra. E nisso, a polônia, moldávia e os otomanos iriam entrar em um novo cessar-fogo, até meados de 1503, no qual seria assinado o tratado formal que daria fim à guerra, onde polônia perdeu a sua vassalagem sobre a moldávia.
Porém, mesmo não se tornando príncipe da moldávia, em compensação, João I Alberto da Polônia, concedeu ao Sigismundo o Ducado de Glogóvia em meados 1498, quando este tinha 31 anos. E no mesmo ano, após se mudar pra lá, Sigismundo conheceu a sua amante, Catarina Telniczanka. Com quem teve três filhos, João, nascido em meados de 1499, Regina, nascida entre 1500/1501, e a caçula, Catarina, nascida em 1503. Mas em 17 de junho 1501, o rei João Alberto faleceu aos 41 anos, provavelmente devido a sífilis que ele contraíu. E então, o Grão-Duque da lituânia, Alexandre da Polônia e irmão mais velho de Sigismundo, assumiu o trono da polônia, reunindo a polônia e lituânia em união pessoal novamente. E o irmão de Sigismundo, Vladislau II da Hungria, deu a Sigismundo o título de duque de Opava em meados 1501. E em 1504, Vladislau II declarou-o como governador-geral da Baixa Lusácia. Mas quando Alexandre morreu, sem herdeiros, em 19 de agosto de 1506. Sigismundo, com 39 anos, então sucedeu-o como Rei da Polônia e Grão-Duque da Lituânia, sendo eleito primeiramente pela nobreza lituâna em 13 de setembro de 1506, em Vilnius. Viajando da silésia, onde vivia até então, para a lituânia, onde tomou posse do seu governo. Enquanto na polônia, só foi eleito alguns meses depois, em Piotrków Trybunalski, em 8 de dezembro de 1506. Ele então viajou de Vilnius para a polônia, onde foi coroado Rei da Polônia e Grão-Duque da Lituânia em Cracóvia, em 20 de janeiro de 1507, já aos 40 anos de idade. 
Logo ao assumir o governo, Sigismundo teve que lidar com uma polônia que recém havia começado a sua "Democracia de Nobres", após a assinatura do Nihil novi, um estatuto assinado pelo Rei Alexandre Jagelão, o que alterou o modo de governo da polônia, visto que determinava que nenhum novo negócio governamental poderia ser conduzido sem o consentimento unânime dos três estados: o rei, o senado e os representantes dos latifundiários. E assim que assumiu o trono, Sigismundo tinha como objetivo principal dar um jeito de recuperar as antigas terras lituânas que foram perdidas para Moscou durante o reinado de Alexandre. Portanto, exigiu que as terras fossem devolvidas, mas Moscou não atendeu ao ultimato. Então, Sigismundo fechou uma aliança com o Canato da Crimeia e passou a financiar ataques tártaros a moscou. Mas isto foi descoberto pelos muscovitas, que então invadiram a lituânia, dando início a outra guerra em meados de 1507. Os russos foram apóiados por uma rebelião mal sucedida liderada por Michał Gliński, um cortesão e o favorito do falecido rei, Alexandre. Mas a rebelião terminou derrotada e a guerra por sua vez, terminou estagnada, se encerrando com um tratado de "paz perpétua", onde moscou manteve os territórios anteriormente conquistados. Após o fim da guerra, Sigismundo voltou suas atenções para o conflito contra o Principado da Moldávia. Na época, a moldávia era governada por Bogdan III, o Caolho, e ele queria se casar com a irmã de Sigismundo, a Princesa Isabel Jagelão (Não confundir com Isabel Jagelão), futura duquesa da Legnica, desde a época de alexandre, ele havia enviado dois pedidos de casamento para isabel, oferecendo até mesmo reparações territoriais para a polônia aceitar o casamento. Mas alexandre recusou casar sua irmã com Bogdan. Bogdan então ofendido, decidiu invadir a polônia e forçou alexandre a assinar um acordo de casamento entre ele e Isabel em 1506, pouco antes da morte de alexandre. Mas com a morte inesperada de alexandre em agosto de 1506 e a ascensão de Sigismundo, levou Sigismundo a romper o acordo assinado. Isto irritou Bogdan profundamente, e novos ataques moldávos á polônia se iniciaram, mas Sigismundo derrotou Bogdan definitivamente em outubro de 1509, e em 17 de janeiro de 1510, Bogdan e Sigismundo assinaram um tratado de paz, onde Bogdan por fim desistiu de forçar o seu casamento com Isabel. Mas ainda em meados de 1509, Sigismundo teve que repudiar públicamente sua amante, Catarina Telniczanka, com quem mantinha uma relação amorosa há anos. Apesar disso, ele nunca deixou de ama-la, e continuou sustentanto ela e seus filhos bastardos, arranjando também um casamento de faixada para sua ex-amante. Após isto, se iniciou buscas por uma esposa para Sigismundo, que não tinha filhos ainda, e caso ele morresse, o único sucessor disponível seria seu irmão, Vladislau II da Hungria. Várias pretendentes foram cogitadas, mas a escolhida foi Barbara Zápolya. Sigismundo a escolheu por questões políticas, já que a Família Zápolya, uma das mais poderosas famílias magnatas da hungria, era anti-habsburgo, e na época, a polônia e os habsburgos viviam tensões crescentes, com os habsburgos até ameaçando em se aliar a moscou. O acordo de casamento foi assinado em 2 de dezembro de 1511, e o dote de Bárbara ficou acordado em 100.000 Złoty. Em troca do dote, Bárbara recebeu as cidades de Nowy Korczyn, Wiślica, Żarnowiec, Radom, Jedlnia, Kozienice, Chęciny, Stężyca e outras, bem como a renda de impostos alfandegários de várias cidades e uma quantia anual de 200 florins húngaros da mina de sal de Wieliczka. E então, Bárbara de 17 anos, chegou a polônia em 6 de fevereiro de 1512, e conheceu seu noivo, Sigismundo, de 45 anos. Já a cerimônia de casamento e coroação de Bárbara ocorreram em 8 de fevereiro. Mas apesar do casamento ter tido fins políticos, Sigismundo e Bárbara se apaixonaram perdidamente um pelo outro. Juntos, Sigismundo e Bárbara tiveram duas filhas, a mais velha era Edviges Jagelão, nascida em 15 de março de 1513. E a mais nova era Ana Jagelão, nascida em 1 de julho de 1515. Mas Bárbara veio a falecer meses depois do nascimento de Ana, em 2 de outubro de 1515, provavelmente devido a Infeção puerperal (e ana também veio a falecer em meados de 1520, aos 5 anos de idade). Ela então foi sepultada na catedral de wawel em 18 de outubro do mesmo ano, aonde repousa. Mas em meados de 1512, se iniciou uma nova guerra entre a polônia, lituânia e moscou. Apesar do sucesso inicial da invasão muscovita, Sigismundo conseguiu expulsar os russos da lituânia após a vitória em Orsha, em 8 de setembro de 1514. Após anos de guerra, em setembro de 1520, foi assinado um cessar-fogo de 6 meses, e então se iniciaram as negociações de paz. E finalmente, em dezembro de 1522, foi assinado um tratado de paz. Mas Sigismundo novamente não conseguiu recuperar os territórios perdidos da lituânia, e ainda perdeu a importante cidade de Smolensk para Moscou. E ao mesmo tempo em que estava lutando contra Moscou, Sigismundo também enfrentou a Ordem Teutónica a partir de 1519, governada por seu sobrinho, Alberto Hohenzollern, a guerra que durou até meados de 1521, terminou em impasse.
Em meados de 1515, Sigismundo viajou para Viena, aonde se reuniu com seu Irmão, Vladislau II da Hungria e com o sacro-imperador Maximiliano I. E então, assinaram o Tratado de Viena de 1515, aonde as tensões entre os Habsburgos e os Jaguelônicos foram resolvidas. E dois casamentos foram acordados, entre os filhos de Vladislau e os netos de Maximiliano, Ana Jagelão se casaria com Fernando Habsburgo, e Luís II da Hungria se casaria com Maria de Habsburgo. E por indicação de Maximiliano, que na época era casado com Branca Maria Sforza, Sigismundo resolveu se casar com a duquesa itáliana, Bona Sforza. Em setembro de 1517, o acordo de casamento foi assinado em Viena. O Dote de Bona ficou acordado em 100.000 ducados, 50 000 ducados em itens pessoais de valor e os seus ducados itálianos de Bari e Rossano deveriam passar para o futuro filho de Bona e Sigismundo após a morte de Bona. Em troca, Sigismundo concedeu à sua futura esposa as cidades de Nowy Korczyn, Wiślica, Żarnów , Radomsko, Jedlnia, Kozienice, Chęciny e Inowrocław. E posteriormente, o Casamento por procuração ocorreu em Nápoles em 6 de dezembro de 1517. Por fim, Bona, de 24 anos, chegou a Cracóvia em 15 de abril, aonde conheceu seu noivo, Sigismundo, que tinha 51 anos. A cerimônia formal de casamento ocorreu posteriormente em 18 de abril. O casamento de Bona e Sigismundo também foi feliz, e apesar de terem certas discordâncias políticas, juntos eles tiveram seis filhos, a primeira filha, a mais velha, era a Princesa Isabel Jagelão, o segundo filho e único filho homem, era Sigismundo II Augusto, a teeceira era Sofia Jagelão, a quarta era Ana Jagelão,  a quinta era Catarina Jagelão,  e o sexto e último era um Bebê Nati-Morto, que foi batizado de Alberto. O menino acabou falecendo em decorrência de um acidente durante uma caçada á um urso na qual Sigismundo e Bona estavam participando. E graças ao casamento de Sigismundo com Bona, o Renascimento floresceu na corte polaca. E a Moda, Culinária e Arquitetura itáliana também floresceram na polônia. Tudo isto deu início ao período conhecido como Renascentismo Polônes. Em meados de 1519, Sigismundo I emitiu um estatuto para os armênios que residiam na polônia, lhes garantindo direitos iguais a dos polacos e lituanos. E em 5 de maio de 1523, houve uma tentativa mal-sucedida de matar o rei Sigismundo I. A identidade do suposto assassino, que atirou no governante enquanto ele passeava à noite pelos claustros do castelo de Wawel, e seus potenciais apoiadores nunca foi estabelecida. Motivos pouco claros permaneceram após a tentativa de assassinato. Três semanas antes do evento, Sigismundo I introduziu um novo decreto que era muito desfavorável e um tanto hostil aos nobres de alto escalão e seus interesses. Em meados de 1524, por iniciativa de Bona, Sigismundo firmou uma aliança anti-habsburgo com a França, que na época era governada por Francisco I de França. A aliança incluía também um acordo de casamento, aonde o filho de Francisco, Henrique Valois, deveria se casar com uma filha de Sigismundo, e o herdeiro de Sigismundo, Sigismundo Augusto, deveria se casar com uma filha de Francisco. Mas após a França perder a Batalha de Pavia, durante as Guerras Italianas, a aliança veio a ser dissolvida em 1525. Ainda em 1525, Sigismundo recebeu a "Homenagem Prússiana", aonde a Ordem Teutónica que foi Secularizada por Alberto, sobrinho de Sigismundo, e então, fundou o Ducado da Prússia, que jurou lealdade e passou a pagar tributos a polônia, se tornando um Feudo da coroa polaca. Já em 9/10 de março de 1526, o último Duque da Mazóvia, João III da Mazóvia, acabou falecendo inesperadamente. E com sua morte, a Mazóvia foi incorporada a Polônia. Contemporâneos da época espalharam boatos que Bona Sforza teria envenenado o jovem Duque, mas essas suposições são descartadas. Entre 1525 a 1526, também houve uma revolta de plebeus luteranos na Cidade de Gdansk, que foi duramente reprimida pelo Rei Sigismundo I com apóio do Ducado da Pomerânia. Mas apesar de inicialmente ser bem hostil á Reforma Protestante, Sigismundo acabou suavizando a perseguição aos protestantes, e um período de maior liberdade religiosa foi se estabelecendo na polônia aos poucos, até ser consolidado no reinado de Sigismundo II Augusto.  E em meados de 1526, o Império Otomano invadiu a Hungria, que era governada pelo Sobrinho de Sigismundo, Luís II da Hungria. A hungria foi derrotada na Batalha de Mohács, e Luís II foi morto durante a batalha, falecendo sem deixar herdeiros legítimos. E apesar de ter direito á sucessão, Sigismundo decidiu não concorrer na Eleição para os tronos da boêmia e hungria. E então, Fernando I foi eleito como rei da boêmia e hungria, mas se iniciou uma disputa pelo trono húngaro entre os Casa de Habsburgo e a Casa de Zápolya, pois parte dos nobres húngaros elegeram João Zápolya. Inicialmente, por iniciativa de Bona, Sigismundo optou por apóiar os Zápolya, e até casou sua filha, Isabel Jagelão, com o rei João Zápolya, em meados de 1539.
Em meados de 1529, a Rainha Bona Sforza conseguiu garantir a sucessão de seu único filho homem, Sigismundo Augusto ao trono polaco, através da eleição vivente rege, que foi Co-coroado Rei da polônia e Grão-duque da lituânia enquanto seu pai estava vivo. Mas na prática, Sigismundo Augusto não governava, e sim seu pai, só passando a governar após a morte de Sigismundo I. Em 3 de dezembro de 1533, o Grão-Duque de moscou, Basílio III de Moscou, acabou falecendo aos 54 anos. E então, foi sucedido por seu filho de 3 anos, Ivã IV da Rússia. Mas como ele era pequeno, não poderia reinar, então uma regência liderada por sua Mãe, Elena Glinskaya, assumiu o poder. Mas a Muscovia estava instável, pois a regente estava brigando com os boiardos russos. E querendo tirar vantagem da situação, Sigismundo demandou novamente a devolução dos antigos territórios lituanos, oque foi negado novamente. E então, Sigismundo realizou um ataque a Muscovia juntamente com o Canato da Crimeia, dando início a mais uma guerra. A guerra que veio a terminar somente em 1537, terminou em impasse novamente, sendo assinado uma trégua de 5 anos, e os ex-territórios lituanos novamente não foram recuperados. Em 1535, apesar dos protestos de Bona Sforza (que não apóiava o casamento), a filha mais velha de Sigismundo, Edviges Jagelão, se casou com o Duque de Brandemburgo, Joaquim II Heitor, Eleitor de Brandemburgo. O que garantiu uma aliança matrimônial com Brandemburgo. Já em 1543, o Co-Rei Sigismundo II Augusto, se casou com a arquiduquesa áustriaca, Isabel de Habsburgo. A Rainha Bona também era totalmente contra essa união, e tentou fazer de tudo para impedir ela, mas não conseguiu a evitar. E então, ela decidiu transformar a vida da sua nora em um Inferno. Devido aos ataques epiléticos de Isabel, Bona constantemente a humilhava e sentia repulsa por ela, ela também a isolava da corte, proíbindo as outras damas de sequer conversar com Isabel. Sigismundo I até gostava da nora, mas ficava impotente diante de Bona. E isso tudo em partes contribuiu para a piora da saúde de Isabel, que veio a falecer em 15 de julho de 1545, após uma série de ataques epiléticos. Mas houve rumores de que Bona mandou envenenar a sua nora, mas isto também é descartado. Posteriormente, Sigismundo II veio a se casar secretamente com a nobre lituana calvinista, Bárbara Radziwiłł, em 1547. Mas Sigismundo não soube desse casamento, pois só foi anunciado públicamente após sua morte.
Sigismundo I faleceu aos 81 anos, em 1 de abril de 1548, em idade avançada comparado à estatística da época, ele morreu por problemas de saúde consequências da idade, e seu corpo foi sepultado na Catedral de Wawel, em Cracóvia. Sucedeu-o como novo rei da polônia e lituânia, seu filho Sigismundo II Augusto.